# İmamverdili
İmamverdili è un comune dell'Azerbaigian situato nel distretto di Beyləqan. Conta una popolazione di 1200 abitanti.